# Nadja (Band)
Nadja ist eine kanadische Drone-Doom-Band, die 2003 als Soloprojekt von Aidan Baker gegründet wurde.

## Geschichte
Aidan Baker gründete Nadja in der Absicht, seine meist experimentelle Ambient-Musik mit Metal und Noise zu kombinieren. Leah Buckareff ergänzte die Band 2005, was laut Baker Nadja die Möglichkeit gab, auch live aufzutreten.
Nach diversen stark limitierten CD-R-Veröffentlichungen über verschiedene kleine Label, erschien 2005 das erste offizielle Studioalbum Truth Becomes Death. Seither veröffentlichten Nadja eine Vielzahl an Alben, EPs und Split-Veröffentlichungen. Sie traten international mit Interpreten wie Kayo Dot, Francisco López oder Isis auf.

## Stil

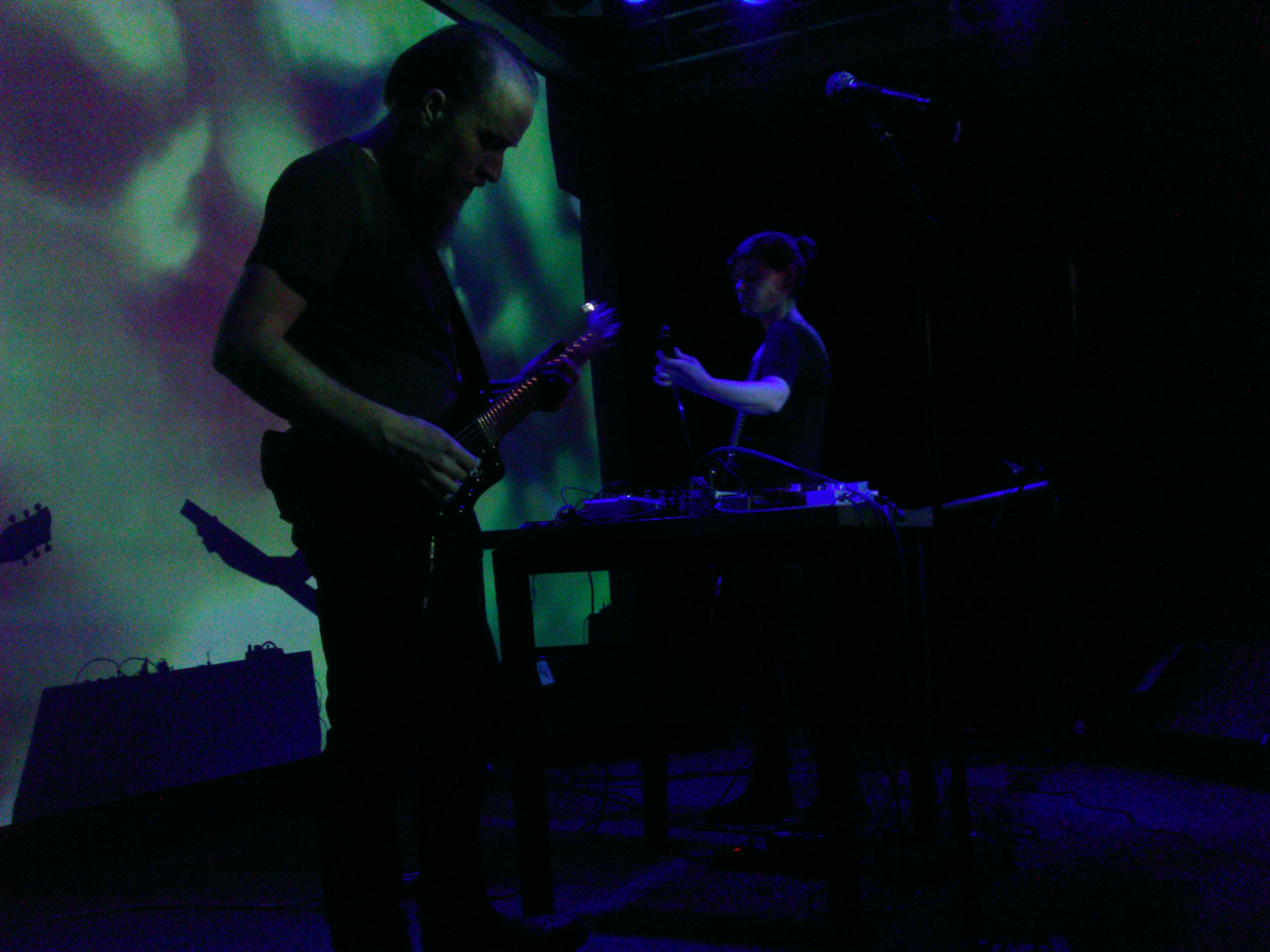
Nadja Live in Sankt Petersburg

Nadja spielen vornehmlich Drone Doom mit Elementen des Shoegazing und Ambient, welche sich in tiefen Soundscapes ergehen. André Bohnensack vom Ox-Fanzine vernimmt jedoch ebenso Metal, Hardcore Punk, Noise und Industrial. Zur Umschreibung des Stils wurden unter anderem von Baker selbst Begriffe wie „Ambient Metal“, „Shoegazer Metal“, „Ambient Doom“ und „Dreamsludge“ kreiert. Die Herangehensweise Nadjas erläutert Baker als eine dem Ambient und Noise nahestehende Idee des Schaffens von Musik aus als Lärm wahrgenommenen Geräuschen.

„Die rudimentären Geräusche, der Lärm, den man mit einer Gitarre erschaffen kann, etwas also, was man nicht als Musik wahrnimmt, durch elektronische Manipulation, durch Loops und Effekte in Musik zu verwandeln.“

Als Inspiration benennt er Post-Metal-Interpreten wie Godflesh und Neurosis, die avantgardistischen Musikprojekte Swans und Coil sowie die Vertreter des Shoegazing Flying Saucer Attack und My Bloody Valentine.

## Name
Der Bandname ergibt sich aus Bakers Vornamen „Aidan“ rückwärts gelesen, wozu er das i mit einem j tauschte, was den Namen ergab, welchen Baker auch als eine Anspielung auf André Bretons Roman Nadja sowie auf den gleichnamigen Vampirfilm mit Elina Löwensohn versteht.

## Diskografie (Auswahl)

### Alben
- 2003: Touched (Demo CD-R, Deserted Factory Records)
- 2003: Skin Turns to Glass (Demo CD-R, NOTHingness REcords)
- 2003: Corrasion (Demo CD-R, Foreshadow Productions)
- 2005: Bodycage (Demo CD-R, NOTHingness REcords; 2006 CD, NOTHingness REcords; 2008, Doppel-LP Equation Records)
- 2005: Bliss Torn from Emptiness (CD-R, Fargone Records)
- 2005: Truth Becomes Death (CD, Alien8 Recordings; 2008 Doppel-LP, Conspiracy Records)
- 2007: Thaumogenesis (CD, aRCHIVE Recordings; LP + unitled CD, IMPORTANT RECORDS)
- 2007: Radiance of Shadows (CD, Alien8 Recordings; 2008 Doppel-LP, Conspiracy Records)
- 2008: Desire in Uneasiness (CD, Crucial Blast Records)
- 2008: The Bungled & the Botched (CD, ConSouling Sounds; 2009 LP, Blocks Recording Club)
- 2009: Belles Bêtes (CD/LP, Beta-lactam Ring Records)
- 2009: When I See the Sun Always Shines on T.V. (CD, The End Records)
- 2009: Under the Jaguar Sun (2CD/2LP, Beta-lactam Ring Records)
- 2009: Numbness (Kompilation, Happy Prince)
- 2010: Autopergamene (CD, Essence Music)
- 2012: Excision (2CD/Download, Important Records)
- 2012: Dagdrøm (CD/LP, Broken Spine Productions)
- 2013: Flipper (LP/Download, Oaken Palace Records)
- 2014: Queller (CD/LP, Essence Music)
- 2016: Sv (CD, Essence Music)
- 2016: The Stone Is Not Hit by the Sun, Nor Carved with a Knife (CD/LP, Gizeh Records)
- 2018: Sonnborner (LP, Broken Spine Productions)
- 2021: Seemannsgarn (Digital, Broken Spine Productions)
- 2021: Luminous Rot (Digital, Southern Lord Recording)
- 2022: Labyrinthine (Digital, Broken Spine Productions)

### EPs
- 2004: I Have Tasted the Fire Inside Your Mouth (CD-R, Deserted Factory Records)
- 2007: Base Fluid (Download, Foreshadow Productions)
- 2007: Guilted by the Sun (CD-EP & LP, Roadburn Records)
- 2008: Long Dark Twenties (Vinyl-Single, Anthem Records)
- 2008: Trinity (CD, Die Stadt)
- 2008: Trinitarian (LP, Important Records)
- 2009: Clinging to the Edge of the Sky (LP, Adagio830/Vendetta)
- 2010: Ruins of Morning (Vinyl-Maxi, Substantia Innominata)
- 2010: Sky Burial (CD/LP, Latitudes/Southern Records)
- 2014: Tangled (CD/EP, Broken Spine Productions/Tokyo Jupiter Records)
- 2015: Songs for Wong Kar-wai (CD-R, Wist Rec)

### Splits und Kollaborationen
- 2003: Split mit Moss (CD-R, Foreshadow Productions)
- 2005: Absorption mit Methadrone (CD-R, NOTHingness REcords)
- 2006: We Have Departed the Circle Blissfully mit Fear Falls Burning (LP, Conspiracy Records)
- 2007: 12012291920/1414101 mit Atavist (CD, Invada Records; LP, Kreation Records)
- 2007: Nadja with Fear Falls Burning mit Fear Falls Burning (CD, Conspiracy Records)
- 2007: Live collaboration mit Datashock (CD, Meudiademorte/Hlava Temple)
- 2008: magma to ice mit Netherworld (CD, Fario)
- 2008: Nadja / Year of No Light / Fear Falls Burning / Machu Picchu Mother Future mit Year of No Light, Fear Falls Burning und Machu Picchu Mother Future (LP, MusicFearSatan)
- 2008: Christ Send Light mit Black Boned Angel (CD/LP, Battlecruiser/Sound Devastation)
- 2008: II: Points at Infinity mit Atavist (CD, Profound Lore)
- 2008: Infernal Procession...And Then Everything Dies mit Atavist und Satori (CD, Cold Spring)
- 2009: tümpisa mit 5/5/2000 (CD/LP, accident prone records)
- 2009: Primitive North mit A Storm of Light (CD/LP, Robotic Empire)
- 2009: Nadja/Black Boned Angel mit Black Boned Angel (CD/LP, 20 Buck Spin)
- 2009: Pyramids/Nadja mit Pyramids (CD, Hydra Head Records)
- 2009: Nadja/Kodiak mit Kodiak (CD/LP, Denovali Records)
- 2010: The Life and Death of a Wasp mit Ovo (CD/LP, Broken Spine Records/Adagio 830 & Vendetta Records)
- 2010: Dominium Visurgis mit Troum (CD, Transgredient Records)
- 2011: Nadja & Galena Konstruktion mit Galena (LP, Adagio 830)
- 2012: The Primitive World mit Vampillia (CD, Iscollagecollective Records)
- 2013: The Perfect World mit Vampillia (CD, Broken Spine Productions)
- 2014: /ɪmpəˈfɛkʃ(ə)n/ mit Vampillia (EP, Broken Spine Productions)
- 2014: Cystema Solari mit Uochi Toki (LP, Corpoc)
- 2023: Vestigial Spectra mit Fawn Limbs (Digital, Roman Numeral Records)

### Live
- 2006: Trembled (CD, Utech Records)
- 2007: Thaumoradiance (CD, aRCHIVE Recordings)
- 2014: Paradox Incubate 15.09.14 (CD+LP, ConSouling Sounds)
- 2016: BSP Live Series: 2010-02-19 Toronto (Download, Broken Spine Productions)
- 2016: The Bungled & The Botched (Moving Noises Version) (MC/Download, Midira Records)
- 2019: White Nights (Digital, indipendent)
- 2020: Thaumoburial (Digital, Broken Spine Productions)
- 2020: Thaumobungled (Digital, indipendent)
- 2020: Thaumogenesis (Live) (Digital, indipendent)

### DVD
- 2010: White Nights/Drone Fields (Beta-lactam Ring Records)